# Тата
Тата (угор. Tata) — місто на північному заході Угорщини, у медьє Комаром-Естергом.
Населення міста за даними на 2006 рік — 24 272 осіб.

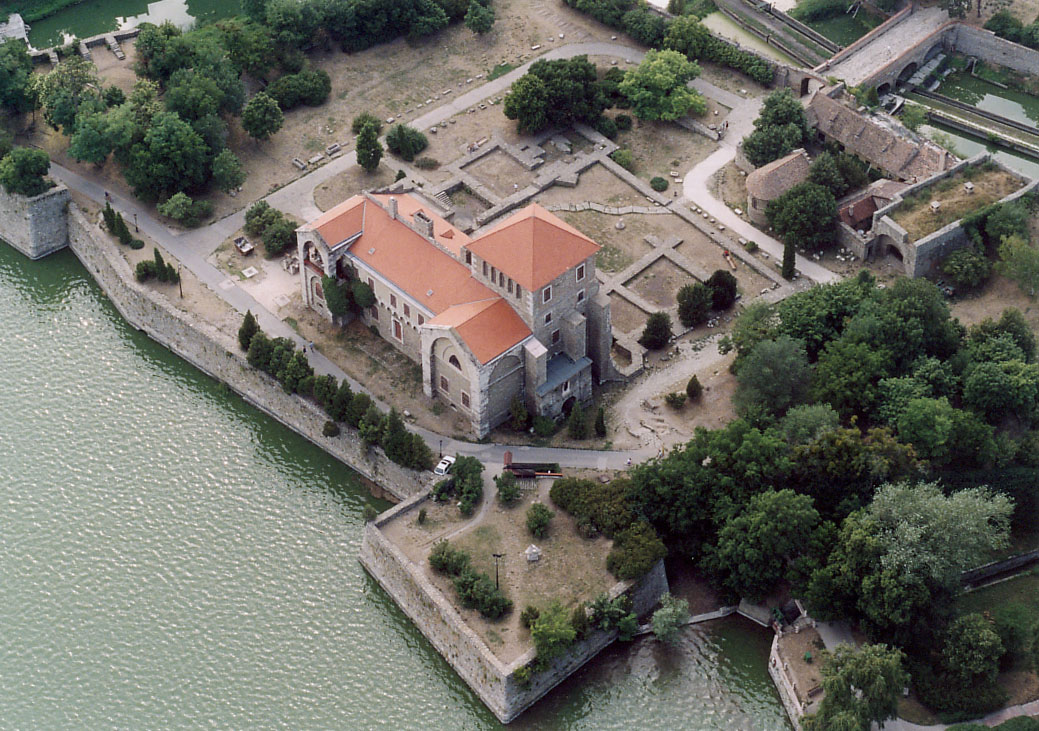

## Історія
Заснування і поселення сягають часів римського правління, але вперше місто згадується в 1221 році, після завоювання Угорщини турками, замок стає головною фортецею. Згодом він був спалений Габсбургами під час повстання угорського народу під керівництвом Ференца II Ракоці.

## Галерея

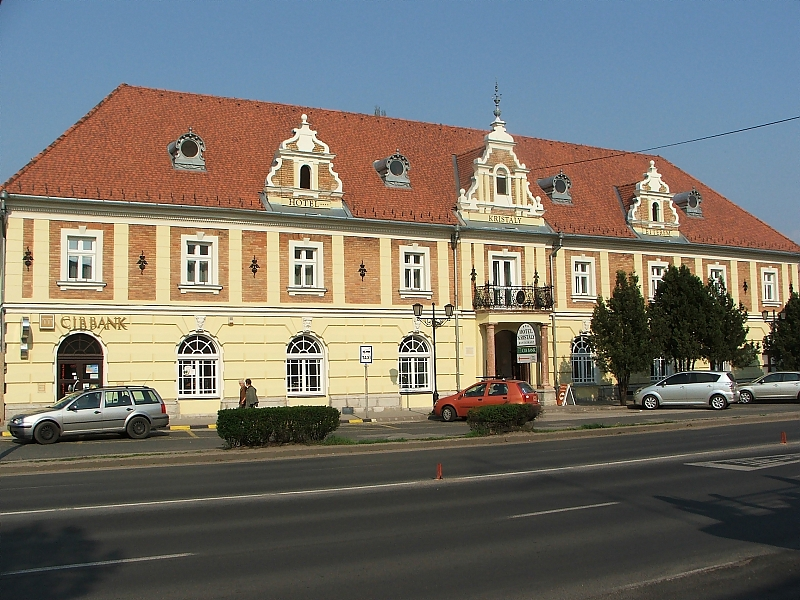
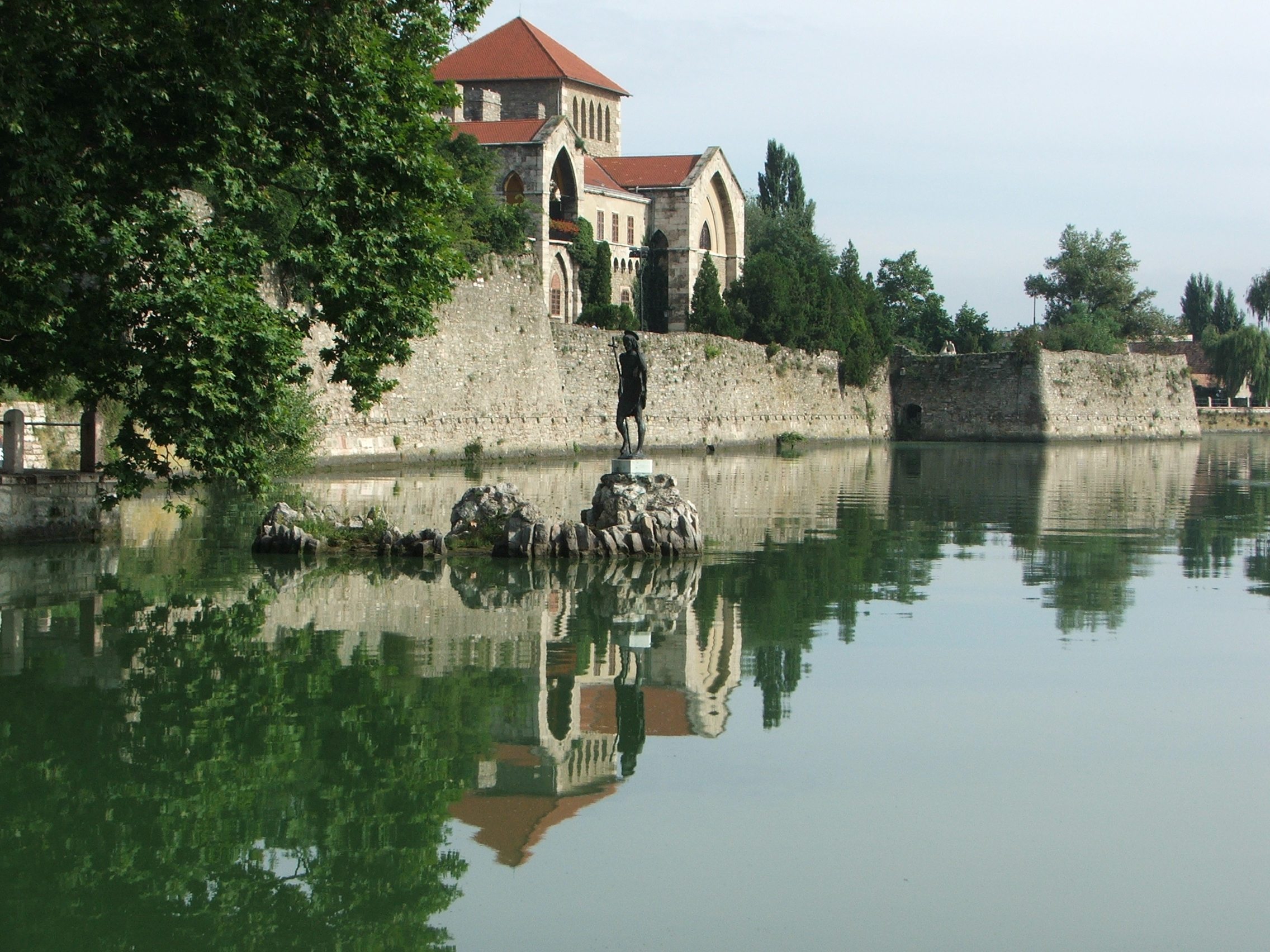
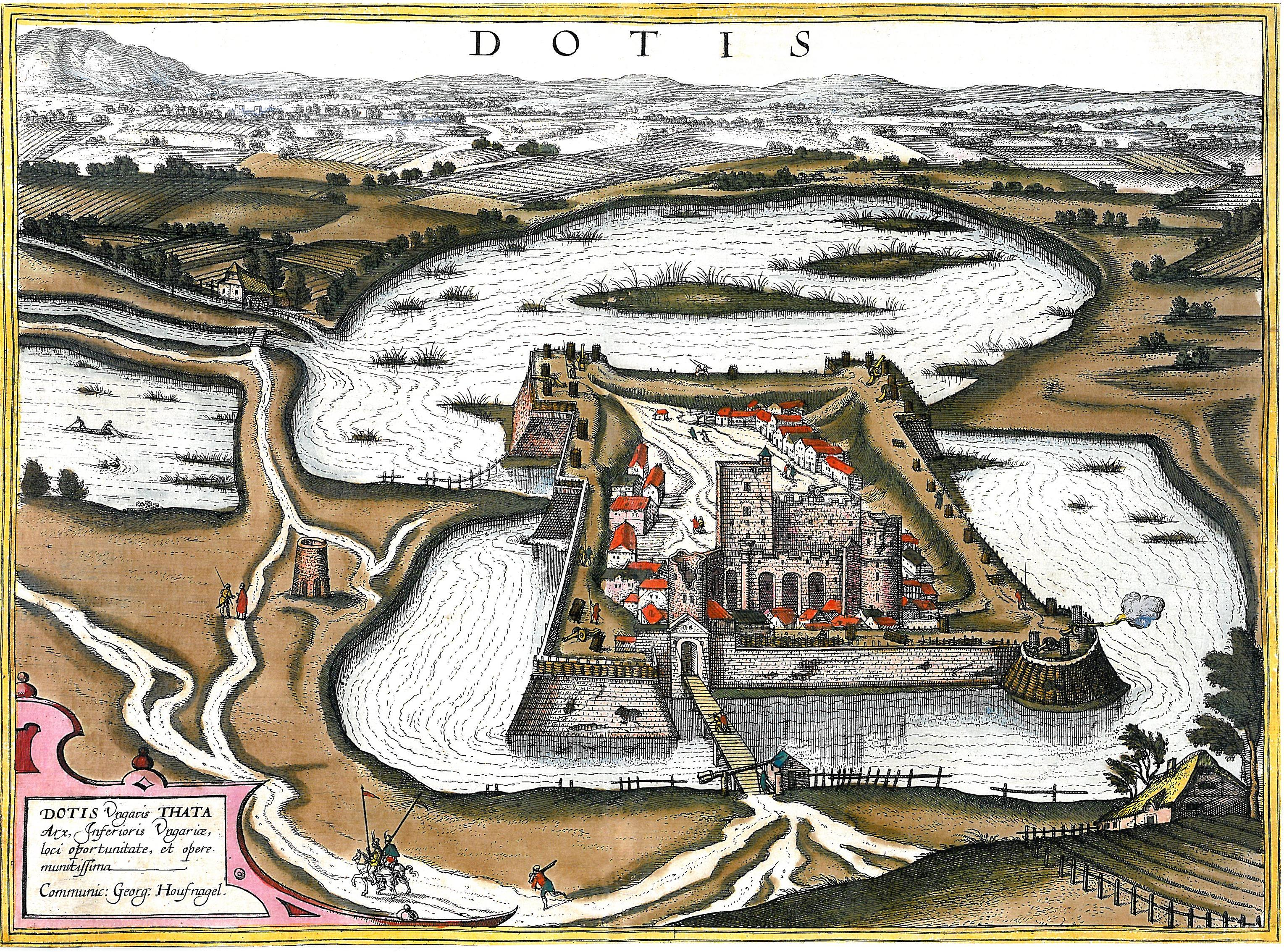